# Roger Battilana
Roger Daniel Battilana Villamayor (Encarnación, 8 de julho de 1992) é um jogador de vôlei de praia paraguaio.

## Carreira
Em 2013, competia no voleibol de quadra (indoor), representou a seleção principal na edição do Sul-Americano em Cabo Frio e finalizou na quinta posiçãoe disputou o qualificatório Pré-Mundial em Medellíne terminou na quarta posição. Em 2014, disputou o circuito sul-americano de vôlei de praia ao lado de Gregorio Godoy, e terminaram em nono na etapa de Macaé, no circuito nacional de 2014, conquistou o terceiro lugar na etapa de Luque ao lado de Willian Medina, na segunda etapa jogou com Gregorio Godoye o vice-campeonato na quarta etapa ao lado de José Duarte, conquistaram juntos o título da terceira etapa do Circuito Misionero de 2014 realizado em Saltos del Tabay na Argentina.
Em 2015, conquistou pelo time do Deportivo Colón o título do torneio abertura da primeira divisão nacional, na equipe jogou também com Luis Riveros. No vôlei de praia em 2015, esteve com José Duarte na conquista os títulos das etapas de Encarnación e da segunda etapa em Luque pelo circuito nacional, ainda com Gonzalo Melgarejo foi vice-campeão do Circuito Provincial em Corrientes.
Em 2016, com Willian Medina conquistou o vice-campeonato no torneio provincial, Copa Ciudad de Posadas, em Posadas, Argentina e vice-campeões na etapa de Assunção válida pelo circuito nacional de 2016. Com Gregorio Godoy disputou o Circuito Sul-Americano de 2016, terminando na décima terceira posição na primeira etapa em Buenos Aires, as nonas posições em outra etapa em Buenos Aires e em Assunção, no Finals CSV 2015-16 em Rioja.
Em 2017, se tornou o primeiro atleta a ser a Rei da Praia do circuito nacional e no circuito sul-americano esteve com Gregorio Godoy, quando finalizaram em quinto em Coquimbo, nono lugar em Lima, sétimo no Grand Slam em Rosário (Argentina) e quinto lugar no Finals CSV 2016-17 em Maringá. Estrearam no Circuito Mundial, no torneio uma estrela de Agadir e finalizaram na nona colocação e disputaram o Mundial de Viena 2017 e terminara na trigésima sétima posição.
Na temporada de 2018, esteve com Luis Riveros na terceira etapa nacional em Assunção e foi convocado para jogar no vôlei de quadra pela seleção paraguaia na qualificatória para a Challenger Cup, atuando como central,  pelo Deportivo Colón sagrou-se campeão nacional de 2018.
Em 2019, foi convocado para seleção paraguaia para disputar o qualificatório  em Santiago para a Challenger Cup e foi vice-campeão nacional com o Deportivo Colón.
Em 2020, no Circuito Misionero, em Posadas, Argentina, jogou com o argentino Nicolás Yawny e conquistaram o título na categoria A. Com Gonzalo Melgarejo disputou o Mundial de Roma 2022, quando terminaram na trigésima sétima posição; pelo circuito sul-americano, terminaram em nono em San Juan (Argentina) e Mollendo, bronze em Montevidéu e campeões em Viña del Mar e ainda estiveram juntos no circuito espanhol e terminaram na terceira posição na etapa de Ribadesella e o vice-campeonato em Madrid, depois, competiu com Jorge Riveros na edição dos Jogos Sul-Americanos de 2022 em Assunção e terminaram na quinta colocação.Iniciou o circuito sul-americano de 2023, ao lado de Gonzalo Melgarejo e  terminaram na décima terceira posição em Rancagua.

## Títulos e resultados
- Etapa de Viña del Mar do Circuito Sul-Americano de 2021-22
- Etapa de Montevidéu do Circuito Sul-Americano de 2021-22

## Premiações individuais
- Rei da Praia de 2017